# Liste der Fahnenträger der Olympischen Winterspiele 1952

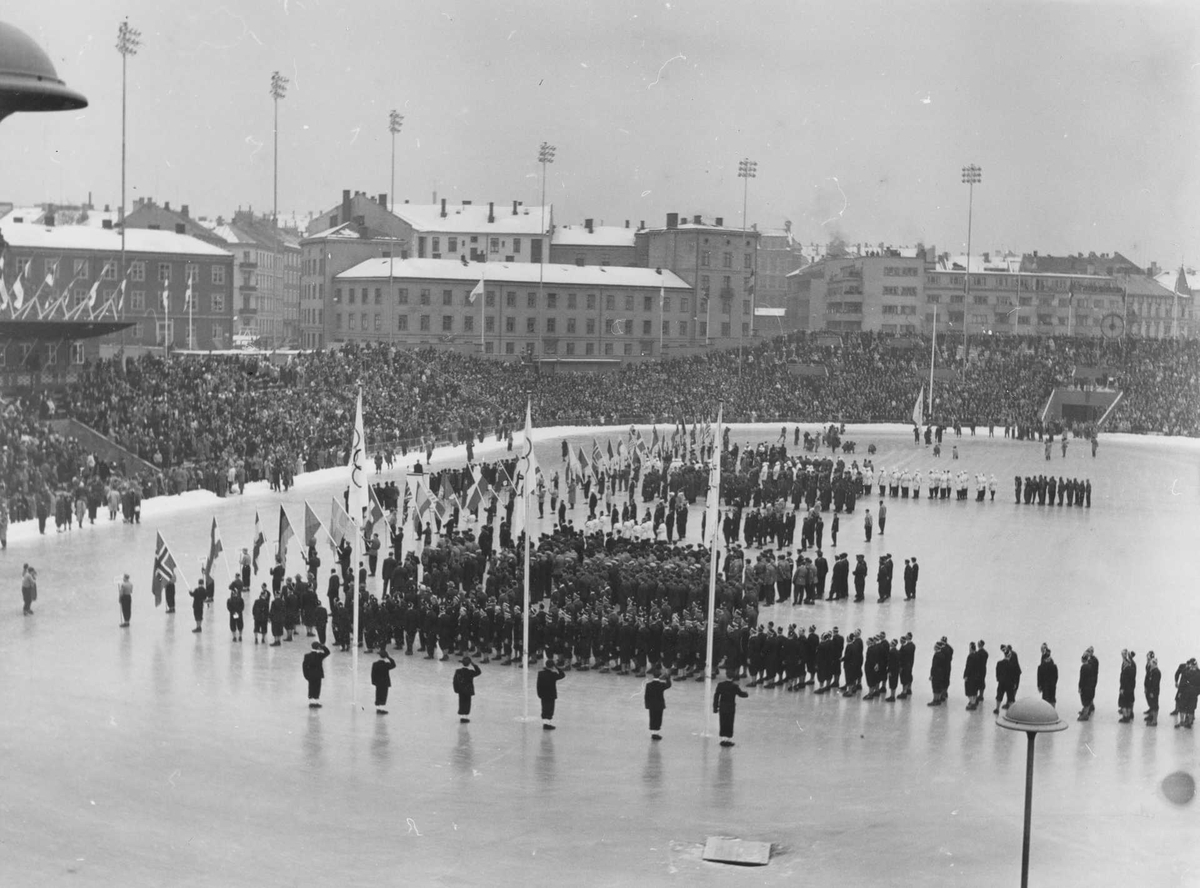
Einmarsch der Nationen

Die Liste der Fahnenträger der Olympischen Winterspiele 1952 führt die Fahnenträger bei der Eröffnungsfeier auf.
Beim Einmarsch der Nationen zogen Athleten aller teilnehmenden Länder ins Bislett-Stadion ein. Bei der Eröffnungsfeier wurden die einzelnen Teams von einem Fahnenträger aus den Reihen ihrer Sportler oder Offiziellen angeführt, der entweder von ihrem jeweiligen Nationalen Olympischen Komitee (NOK) oder von den Athleten selbst bestimmt wurde.

## Reihenfolge
Der griechischen Mannschaft wurde traditionell der Platz an vorderster Stelle gewährt, ein Sonderstatus, der aus der Ausrichtung der antiken und ersten Spiele der Moderne in Griechenland herrührt. Die norwegische Mannschaft marschierte als Gastgebernation zuletzt ein. Die anderen Länder betraten das Stadion in alphabetischer Reihenfolge in der Sprache der Gastgebernation, in diesem Fall Norwegisch. Diese Reihenfolge entspricht sowohl der Tradition als auch den Statuten des Internationalen Olympischen Komitees (IOK).

## Liste der Fahnenträger
Nachfolgend führt eine Liste die Fahnenträger der Eröffnungsfeier aller teilnehmenden Nationen auf, sortiert nach der Abfolge ihres Einmarsches. Die Liste ist zudem sortierbar nach ihrem Staatsnamen, nach Mannschaftskürzel, nach Anzahl der Athleten, nach dem Nachnamen des Fahnenträgers und dessen Sportart.

### Nach Nationen
| Abfolge | Nationalmannschaft | Norwegischer Name | Kürzel | Athleten | Eröffnungsfeier      | Eröffnungsfeier                     |
| Abfolge | Nationalmannschaft | Norwegischer Name | Kürzel | Athleten | Fahnenträger         | Sportart                            |
| ------- | ------------------ | ----------------- | ------ | -------- | -------------------- | ----------------------------------- |
| 1       | Griechenland       | Hellas            | GRE    | 3        | Angelos Lembesi      | Ski Alpin                           |
| 2       | Argentinien        | Argentina         | ARG    | 12       | Ana María Dellai     | Ski Alpin                           |
| 3       | Australien         | Australia         | AUS    | 9        |                      |                                     |
| 4       | Belgien            | Belgia            | BEL    | 9        |                      |                                     |
| 5       | Bulgarien          | Bulgaria          | BUL    | 10       |                      |                                     |
| 6       | Kanada             | Canada            | CAN    | 39       | Gordon Audley        | Eisschnelllauf                      |
| 7       | Chile              | Chile             | CHI    | 3        |                      |                                     |
| 8       | Dänemark           | Danmark           | DEN    | 1        | Per Cock-Clausen     | Eiskunstlauf                        |
| 9       | Vereinigte Staaten | De forente stater | USA    | 65       | James Bickford       | Bob                                 |
| 10      | Finnland           | Finland           | FIN    | 50       | Heikki Hasu          | Skilanglauf & Nordische Kombination |
| 11      | Frankreich         | Frankrike         | FRA    | 26       | Alain Giletti        | Eiskunstlauf                        |
| 12      | Island             | Island            | ISL    | 11       | Gisli Kristjánsson   | Offizieller                         |
| 13      | Italien            | Italia            | ITA    | 33       | Fides Romanin        | Skilanglauf                         |
| 14      | Japan              | Japan             | JPN    | 13       |                      |                                     |
| 15      | Jugoslawien        | Jugoslavia        | YUG    | 6        |                      |                                     |
| 16      | Libanon            | Libanon           | LEB    | 1        |                      |                                     |
| 17      | Neuseeland         | New Zealand       | NZL    | 3        | Austin Hayward       | Offizieller                         |
| 18      | Niederlande        | Nederland         | HOL    | 11       | Willem van der Voort | Eisschnelllauf                      |
| 19      | Polen              | Polen             | POL    | 30       | Stanisław Marusarz   | Skispringen                         |
| 20      | Portugal           | Portugal          | POR    | 1        | Duarte Silva         | Ski Alpin                           |
| 21      | Rumänien           | Romania           | ROM    | 16       |                      |                                     |
| 22      | Spanien            | Spania            | ESP    | 4        | José Picurio         | Offizieller                         |
| 23      | Großbritannien     | Storbritannia     | GBR    | 18       | John Nicks           | Eiskunstlauf                        |
| 24      | Schweiz            | Sveits            | SUI    | 55       | Ulrich Poltera       | Eishockey                           |
| 25      | Schweden           | Sverige           | SWE    | 65       | Erik Elmsäter        | Skilanglauf & Nordische Kombination |
| 26      | Tschechoslowakei   | Tsjekkoslovakia   | TCH    | 22       | Václav Bubník        | Eishockey                           |
| 27      | BR Deutschland     | Tyskland          | GER    | 53       | Helmut Böck          | Skilanglauf                         |
| 28      | Ungarn             | Ungarn            | HUN    | 12       | Ferenc Lőrincz       | Eisschnelllauf                      |
| 29      | Österreich         | Østerrike         | AUT    | 39       | Josef Bradl          | Skispringen                         |
| 30      | Norwegen           | Norge             | NOR    | 73       | Hjalmar Andersen     | Eisschnelllauf                      |

### Nach Sportarten
| Sportart              | Nationen                                                                            | Anzahl |
| --------------------- | ----------------------------------------------------------------------------------- | ------ |
| Bob                   | Vereinigte Staaten                                                                  | 1      |
| Eishockey             | Schweiz – Tschechoslowakei                                                          | 2      |
| Eiskunstlauf          | Dänemark – Frankreich – Großbritannien                                              | 3      |
| Eisschnelllauf        | Kanada – Niederlande – Norwegen – Ungarn                                            | 4      |
| Ski Alpin             | Argentinien – Griechenland – Portugal                                               | 3      |
| Nordische Kombination | Finnland – Schweden                                                                 | 2      |
| Skilanglauf           | BR Deutschland – Finnland – Italien – Schweden                                      | 4      |
| Skispringen           | Österreich – Polen                                                                  | 2      |
| Offizieller           | Island – Neuseeland – Spanien                                                       | 3      |
| unbekannt             | Australien – Belgien – Bulgarien – Chile – Japan – Jugoslawien – Libanon – Rumänien | 8      |